# Апостольская Палата
Апостольская Палата (лат. Camera Apostolica) — упразднённая дикастерия Римской курии, в ведении которой находились материальные ценности, принадлежащие Святому Престолу, в том числе и в период когда Святой Престол вакантен. Возглавлял Апостольскую Палату кардинал в должности камерленго.
Ликвидирована 5 июля 2022 года.

## История
Апостольская Палата сформировалась из ведомства, созданного для управления Патримонием Святого Петра, и в разное время называлось по-разному: fiscus, palatium, arca, saccus и другие. Впервые название camera встречается в конституции папы римского Бенедикта VIII от 24 мая 1017 года, где означает учреждение, занимающееся административным управлением и финансами Церковного государства. Тогда Апостольскую палату возглавлял камерарий. Полномочия Апостольской Палаты были определены в конституции папы римского Урбана V Apostolatus officium от 12 октября 1363 года, а затем расширены в конституции папы римского Урбана VI Apostolicae Camerae от 8 сентября 1379 года. Апостольская Палата руководила взиманием налогов не только в Церковном государстве, но и во всех административных провинциях Церкви и монашеских орденах. Была самым крупным и самым передовым финансовым учреждением в эпоху Средневековья.
В XX веке компетенция Апостольской Палаты определялась motu proprio папы римского Иоанна XXIII Summi Pontificis electio от 5 сентября 1962 года, апостольской конституцией папы римского Павла VI Romano Pontifici eligendo от 1 октября 1975 года и апостольской конституцией папы римского Иоанна Павла II Pastor Bonus от 28 июня 1988 года. В случае кончины папы римского Апостольская Палата принимала в управление Ватиканский дворец, организовывала похороны папы римского и Конклав для выбора его преемника.

## Высшие должностные лица Апостольской Палаты
- Камерленго Святой Римской Церкви: кардинал Кевин Фаррелл (с 14 февраля 2019 года);
- Вице-камерленго Святой Римской Церкви: архиепископ Илсон де Жезус Монтанари (с 1 мая 2020 года);
  - Генеральный аудитор: епископ Джузеппе Шакка (13 февраля 2013 года);
  - Декан и клирик-прелат: монсеньор Ассунто Скотти (с 1 января 2010 года);
    - Клирик-прелат: монсеньор Луиджи Черкьяро (с 18 января 2008 года);
    - Клирик-прелат: монсеньор Паоло Лука Брайда (с 30 декабря 2010 года);
    - Клирик-прелат: монсеньор Филипп Джеймс Уитмор (с 30 декабря 2010 года);
    - Клирик-прелат: монсеньор Уинфрид Кёниг (с 30 декабря 2010 года);
    - Клирик-прелат: монсеньор Освальдо Невес де Альмейда (с 30 декабря 2010 года);
    - Клирик-прелат: монсеньор Кшиштоф Юзеф Никель (с 30 декабря 2010 года).

## Вице-камерленго Святой Римской Церкви
- кардинал Козимо Джентиле Мильорати (октябрь 1389 — 24 апреля 1396, назначен камерленго);
- архиепископ Коррадо Караччоли (30 марта 1395 — 17 октября 1404, назначен камерленго);

...
- Томмазо Парентучелли (29 сентября 1443 — 6 марта 1447);

...
- Стефано Нардини (11 января 1462 — 4 апреля 1472);
- архиепископ Аусиас Деспуг (4 апреля 1472 — 7 мая 1473 — возведён в кардиналы);

...
- кардинал Галеотто Франчотти делла Ровере (31 мая 1505 — 11 сентября 1507, до смерти);

...
- кардинал Джованни Микеле Сарачени (9 октября 1551 — 27 апреля 1568, до смерти);
- епископ Франческо Альчати (1562 — ?);
- епископ Карло Грасси (8 июня 1569 — 17 мая 1570 — возведён в кардиналы);

...
- священник Giovanni Francesco Biandrate di San Giorgio Aldobrandini (27 апреля 1583 — 12 августа 1585 — назначен епископом Акви);
- епископ Мариано Пьербенедетти (20 августа 1585 — 1 августа 1589, в отставке);
- епископ Domenico Toschi (19 августа 1595 — 3 марта 1599 — возведён в кардиналы);
- священник Ferdinando Taverna (3 марта 1599 — 9 июня 1604 — возведён в кардиналы);
- священник Benedetto Ala (9 июня 1604 — 5 мая 1610 — назначен архиепископом Урбино);
- священник Giulio Monterenzi (5 мая 1610 — 1 октября 1618 — назначен епископом Фаэнцы);
- епископ Берлингерио Джесси (12 декабря 1618 — 1 апреля 1623 — назначен префектом Священного Апостольского дворца);
- архиепископ Доменико де Марини (1 апреля 1623 — 1 января 1625, в отставке);
- священник Оттавиано Раджи (1 января 1625 — 14 февраля 1628, в отставке);
- священник Джованни Баттиста Мария Паллотта (14 февраля — 8 апреля 1628 — назначен апостольским нунцием в Австрии);
- священник Джироламо Гримальди-Каваллерони (26 апреля 1628 — 1 марта 1632, в отставке);
- патриарх Джамабаттиста Спада (13 января 1635 — 16 сентября 1643 — назначен президентом легатства Романьи);
- архиепископ Франческо Вителли (16 сентября 1643 — 16 января 1644, в отставке);
- архиепископ Джованни Джироламо Ломеллини (16 января 1644 — 19 октября 1647 — назначен генеральным казначеем Апостольской Палаты);
- кардинал Федерико Сфорца (27 сентября 1645 — 12 июля 1653, в отставке);
- кардинал Лоренцо Раджи (26 марта 1650 — 14 января 1687, до смерти);
- архиепископ Джироламо Фарнезе (7 октября 1650 — 29 января 1653 — назначен префектом Священного Апостольского дворца);
- священник  Лоренцо Империали (29 января 1653 — 29 апреля 1654 — возведён в кардиналы);
- архиепископ Карло Гислиери Бонелли (15 апреля 1655 — 18 октября 1656, в отставке);
- кардинал Лоренцо Империали (14 июля 1660 — 1 октябрь 1662);
- священник Джанниколо Конти (20 ноября 1662 — 15 февраля 1666 — возведён в кардиналы);
- патриарх Федерико Борромео (17 февраля 1666 — 26 февраля 1668 — назначен апостольским нунцием в Испании);
- священник Помпео Варезе (26 февраля 1668 — 28 февраля 1671 — назначен апостольским нунцием в Венеции);
- священник Луиджи Бевилаква (4 марта 1671 — 26 октября 1675 — назначен чрезвычайным нунцием в Австрии);
- архиепископ Джамбаттиста Спинола старший (26 октября 1675 — 1 сентября 1681 — возведён в кардиналы);
- священник Франческо дель Джудиче (1 сентября 1681 — 13 февраля 1690 — возведён в кардиналы);
- священник Джамбаттиста Спинола младший (28 июля 1691 — 12 декабря 1695 — возведён в кардиналы);
- кардинал Раннуцио Паллавичино (15 марта 1696 — 27 июля 1706 — возведён в кардиналы);
- священник Франческо Каффарелли (17 мая 1706 — 23 декабря 1711);
- священник Бернардино Скотти (10 декабря 1711 — 16 декабря 1715 — объявлен кардиналом);
- священник Алессандро Фальконьери (23 июня 1717 — 11 сентября 1724 — возведён в кардиналы);
- священник Антонио Банкьери (30 сентября 1724 — 30 апреля 1728 — объявлен кардиналом);
- священник Джованни Баттиста Спинола (30 мая 1728 — 28 сентября 1733 — возведён в кардиналы);
- патриарх Помпео Альдрованди (30 сентября 1733 — 24 марта 1734 — возведён в кардиналы);
- священник Марчеллино Корио (6 августа 1734 — 15 июля 1739 — возведён в кардиналы);
- кардинал Раньеро Феличе Симонетти (11 декабря 1743 — 14 апреля 1747, в отставке);
- священник Козимо Империали (14 апреля 1747 — 26 ноября 1753 — возведён в кардиналы);
- архиепископ Альберико Аркинто (14 сентября 1754 — 5 апреля 1756 — возведён в кардиналы);
- монсеньор Корнелио Капрара (10 сентября 1756 — 23 ноября 1761 — возведён в кардиналы);
- монсеньор Энеа Сильвио Пикколомини (27 ноября 1756 — 26 сентября 1761) — возведён в кардиналы);
- священник Антонио Казали (26 сентября 1766 — 15 марта 1773 — возведён в кардиналы);
- священник Джованни Корнер (2 декабря 1775 — 1 июня 1778 — возведён в кардиналы);
- священник Фердинандо Спинелли (5 июня 1778 — 14 февраля 1785 — возведён в кардиналы);
- архиепископ Иньяцио Буска (1 марта 1785 — 14 февраля 1789, в отставке);
- священник Джованни Ринуччини (7 апреля 1789 — 21 февраля 1794);
- архиепископ Карло Кривелли (25 февраля 1794 — 12 февраля 1798);
- священник Джулио Мария делла Сомалья (12 февраля 1798 — 30 октября 1800);
- священник Франческо Гвидобоно Кавалькини (30 октября 1800 — 6 апреля 1817 — возведён в кардиналы);
- кардинал Лоренцо Литта (6 апреля 1817 — 1 мая 1820);
- священник Томмазо Бернетти (7 июня 1820 — 2 октября 1826 — возведён в кардиналы);
- священник Хуан Франсиско Марко-и-Каталан (3 октября 1826 — 15 декабря 1828 — возведён в кардиналы);
- священник Бенедетто Каппеллетти (1 февраля 1829 — 2 июля 1832 — объявлен кардиналом);
- священник Никола Гримальди (6 июля 1832 — 20 января 1834 — возведён в кардиналы);
- священник Луиджи Чакки (24 января 1834 — 12 февраля 1838);
- кардинал Луиджи Ванничелли Казони (13 сентября 1838 — 25 января 1842 — назначен кардиналом-священником с титулом церкви Сан-Каллисто);
- священник Джузеппе Антонио Заккья Рондинини (25 января 1842 — 21 апреля 1845 — объявлен кардиналом);
- священник Пьетро Марини (22 апреля 1845 — 21 декабря 1846 — возведён в кардиналы);
- священник Гаспаре Грасселини, C.O. (21 декабря 1846 — 18 июля 1847, в отставке);
- священник Доменико Савелли (20 мая 1848 — 7 марта 1853, в отставке);
- кардинал Антонио Маттеуччи (15 апреля 1853 — 22 июня 1866 — назначен кардиналом-дьяконом с титулярной диаконией Сан-Джорджо-ин-Велабро);
- священник Лоренцо Иларионе Ранди (22 июня 1866 — 17 сентября 1875, в отставке);
- кардинал Акилле Аполлони (3 декабря 1884 — 3 апреля 1892, до смерти);
- патриарх Лоренцо Пассерини (11 июля 1892 — 13 декабря 1915, до смерти);
- кардинал Аугусто Силий (6 декабря 1916 — 20 марта 1920 — назначен префектом Верховного Трибунала Апостольской Сигнатуры);
- монсеньор Уго Бонкомпаньи Людовизи (1921 — 1935, в отставке);
- архиепископ Фредиано Джаннини, O.F.M. (12 февраля 1936 — 25 октября 1939, до смерти);
- архиепископ Тито Трокки (22 ноября 1939 — 12 февраля 1947, до смерти);
- патриарх Жозе да Кошта Нунеш (16 декабря 1953 — 19 марта 1962 — назначен кардиналом-священником с титулом церкви Санта-Приска);
- архиепископ Луиджи Чентоц (5 июля 1962 — 28 октября 1969, до смерти);
- монсеньор Витторио Барточчетти (1969 — 1975, в отставке);
- архиепископ Этторе Куньял (23 декабря 1975 — 23 октября 2004, в отставке);
- архиепископ Паоло Сарди (23 октября 2004 — 20 ноября 2010 — назначен кардиналом-дьяконом с титулярной диаконией Санта-Мария-Аусилиатриче-ин-виа-Тусколана);
- архиепископ Сантос Абриль-и-Кастельо (22 января 2011 — 18 февраля 2012 — назначен кардиналом-дьяконом с титулярной диаконией Сан-Понциано);
- архиепископ Пьер Луиджи Челата (23 июля 2012 — 20 декабря 2014, в отставке);
- архиепископ Джампьеро Глодер (20 декабря 2014 — 11 октября 2019 — назначен апостольским нунцием на Кубе);
- архиепископ Илсон де Жезус Монтанари (1 мая 2020 — 5 июня 2022).